# Montse Ribé
Montse Ribé (* 1972 in Barcelona) ist eine spanische Maskenbildnerin. Für ihre Arbeit an dem Film Pans Labyrinth gewann sie 2007 einen Oscar.

## Leben
Ribé arbeitete als Maskenbildnerin in zahlreichen spanischen und mexikanischen Filmen mit. Für die Filme The Devil’s Backbone (2002), Sprich mit ihr (2003) und Romasanta – Im Schatten des Werwolfs war sie jeweils für den spanischen Filmpreis Goya in der Kategorie Beste Spezialeffekte nominiert worden. 2006 und 2008 konnte sie diesen Preis für die Filme Fragile und Das Waisenhaus gewinnen.  
2006 war sie in dem Film Pans Labyrinth von Regisseur Guillermo del Toro für das Make-up zuständig und gewann für ihre Arbeit bei der Oscarverleihung 2007 gemeinsam mit David Martí einen Oscar in der Kategorie Bestes Make-up. Auch bei den Ariel Awards, dem wichtigsten Filmpreis Mexikos, und ein weiteres Mal mit dem Goya wurde sie ausgezeichnet. Dazu kamen Nominierungen bei den BAFTA Awards und den Saturn Awards. 
Für den Hollywood-Film Hellboy – Die goldene Armee, ebenfalls von del Toro, aus dem Jahr 2008 gewann sie einen Chainsaw Award in der Kategorie Best Make-Up/Creature FX. In diesem Film wirkte sie außerdem als Darstellerin des jungen Hellboy mit.

## Filmografie (Auswahl)
- 2001: The Devil’s Backbone (El espinazo del diablo)
- 2001: Lucia und der Sex (Lucía y el sexo)
- 2002: Sprich mit ihr (Hable con ella)
- 2004: La mala educación – Schlechte Erziehung (La mala educación)
- 2004: Romasanta – Im Schatten des Werwolfs (Romasanta: La caza de la bestia)
- 2005: Fragile (Frágiles)
- 2006: Pans Labyrinth (El laberinto del fauno)
- 2007: Das Waisenhaus (El orfanato)
- 2008: Hellboy – Die goldene Armee (Hellboy II: The Golden Army)
- 2009: Agora – Die Säulen des Himmels (Agora)
- 2009: Cell 211 (Celda 211)